# 安纯沟门镇
安纯沟门镇，原名安纯沟门满族乡，是中华人民共和国河北省承德市滦平县下辖的一个镇，2021年12月31日撤乡设镇。

## 行政区划
安纯沟门镇下辖以下地区：
安纯沟门村、上瓦房村、西双栅子村、李栅子村、骡子沟门村、项栅子东营村、西杨树沟门村、小白旗村、桑园村、曹营村和五道河村。